# Протипухлинні препарати

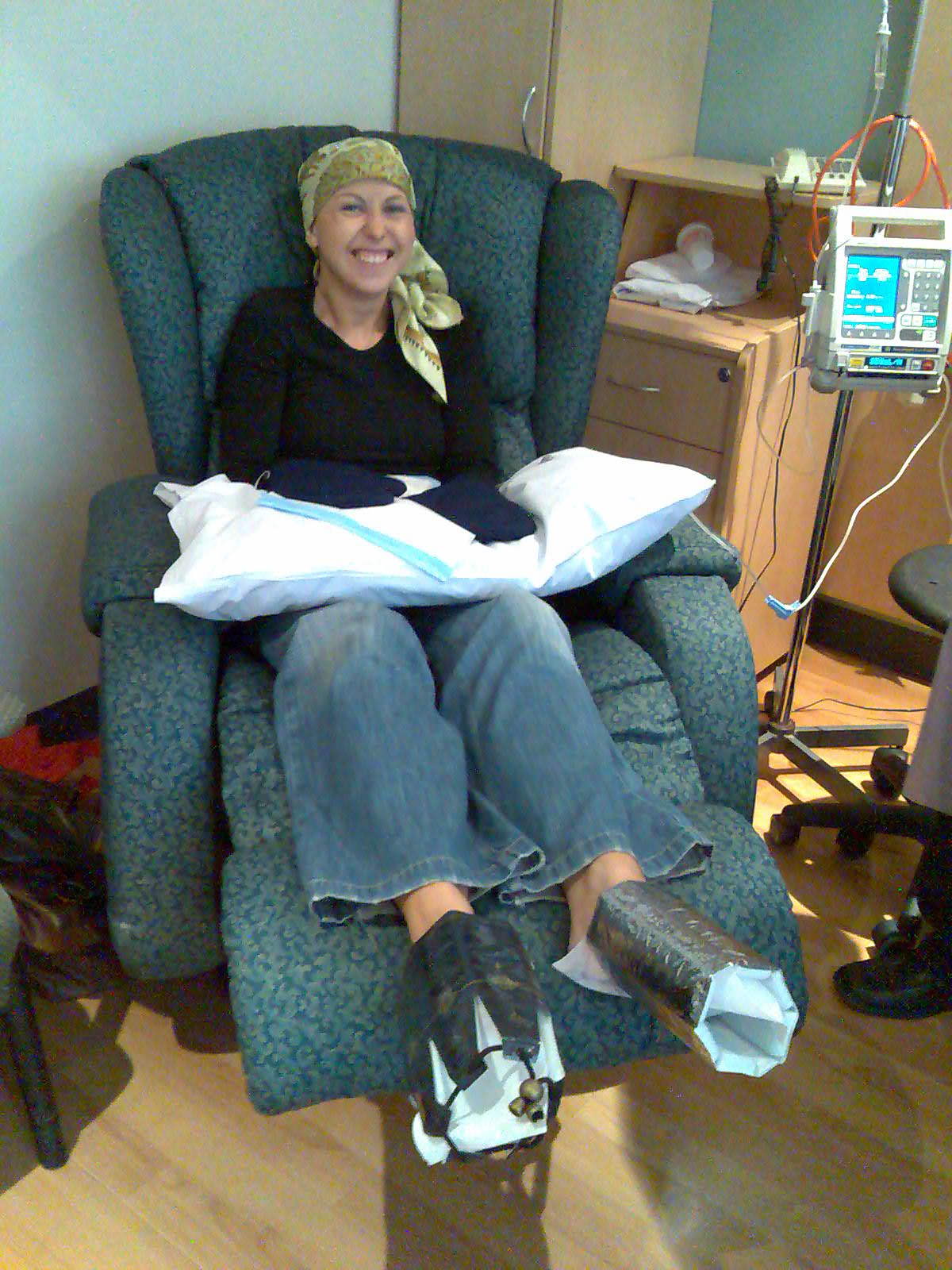
На фото жінка, яка отримує хіміютерапію доцетакселом з приводу раку молочної залози. З метою попередження токсичного ефекту препарату на нігті пацієнтки на кінцівки встановлені охолоджувальні рукавички та шкарпетки.

Протипухлинні препарати (протибластомні препарати; засоби, антинеопластичні засоби[джерело?]) — медикаменти, які застосовують для лікування злоякісних пухлин.

## Загальна характеристика
Застосування протипухлинних засобів при певних формах пухлин сприяє видужанню або значному подовженню життя хворого. В основі дії цих засобів лежить пригнічення прискореного розмноження або руйнування пухлинних клітин. Протипухлинні засоби, як правило, мають широкий спектр дії, наприклад похідні нітрозосечовини застосовують при лімфогранулематозі, лімфомах, мієломі, гострій формі лейкемії, раку, метастазах у тканинах мозку.
Більшість протипухлинних препаратів загалом мають токсичну дію і на здорові клітини та тканини організму, тобто так звана низька селективна дія.
Наприклад, алкілуючі речовини та інші, водночас спричинюють пригнічення кровотворення, облисіння, нудоту, блювання, кровотечу тощо. Протипухлинні засоби поряд з хірургічними методами лікування та методами променевої терапії займають важливе місце в практиці онкології.

## Класифікація
Загально визнаної класифікації ПП станом на 2022 рік не існувало.
Протипухлинні препарати поділяють на синтетичні та природні, за хімічним складом та механізмом дії.
Серед протипухлинних засобів розрізняють алкілуючі речовини (но-вембіхін, циклофосфан, допан, хлорбутин, сарколізин та ін.), похідні нітрозосечовини (нітрозометилсечовина, ВХНМ, ЦГНМ), антибіотики (адріаміцин, олівоміцин, рубоміцин тощо), алкалоїди та інші речовини рослинного походження (вінбластин, вінкристин, колхамін), деякі гормональні препарати та інгібітори синтезу гормонів (фосфестрол, хлортрианізен, хлодитан та ін.) тощо.
За механізмом дії протипухлинні препарати розділяють на кілька груп, серед них найпоширенішою є: цитостатики.

Багаторівнева класифікація (1996 р):
- I. Синтетичні препарати.
- II. Природні препарати.
- III. Біотехнологічні препарати.

- I.1. Алкілувальні препарати.
- I.2. Антиметаболіти.
- I.3. Металоорганічні препарати.
- I.4. Різні цитостатичні препарати.
- I.5. Синтетичні препарати з імунокорегувальною дією (імуностимулятори та імунодепресанти).
- II.1. Антибіотики.[5]
- II.2. Гормони та інгібітори їх утворення.
- II.3. Алкалоїди та їх похідні, а також речовини рослинного походження, які мають протипухлинну дію.
- II.4. Ферменти та інгібітори ферментів.
- II.5. Природні біосинтетичні імунотерапевтичні препарати.
- III.1. Інтерферони.
- III.2. Інтерлейкіни (фактор росту клітини).
- III.3. Фактор некрозу пухлини.
- III.4. Колонієстимулювальний фактор.
- III.5. Фактор активізації макрофагів.

- I.1.1. Похідні хлоретиламінів.
- I.1.2. Похідні етиленіміну.
- I.1.3. Ефіри дисульфонових кислот і аналогічні за будовою препарати.
- I.1.4. Дигалогенпохідні поліспиртів.
- I.2.1. Аналоги піримідинових основ.
- I.2.2. Аналоги пуринових основ.
- I.2.3. Антагоністи фолієвої кислоти.
- I.3.1. Препарати, що містять платину.
- I.3.2. Препарати, що містять золото і т.п. за молекулоутворюючим елементом лікарського засобу.
- I.4.1. Похідні нітросечовини.
- I.4.2. Похідні метилгідразинів.
- II. 1.1. Актиноміцини.
- II. 1.2. Мітозани.
- II. 1.3. Похідні аурелової кислоти.
- II. 1.4. Антрацикліни.
- II. 1.5. Антибіотики пептидної природи.
- II.2.1. Андрогени та їх аналоги.
- II.2.2. Естрогени та їх аналоги.
- II.2.3. Гестагени та їх аналоги.
- II.2.4. Інгібітори утворення гормонів.
- II. 3.1. Алкалоїди індольного ряду.
- II. 3.2. Похідні дезацетилметилколхіцину.
- II. 3.3. Похідні подофілотоксину.
- II.4.1. Похідні L-аспарагінаміногідролази.

Класифікація фармакологічна (2011 р):
- Алкілювальні засоби (циклофосфан, тіофосфамід, мієлосан)
- Антиметаболіти (меркаптопурин, метотрексат, фторурацил)
- Алкалоїди (колхамін, вінбластин, вінкристин)
- Антибіотики (брунеоміцин, блеоміцин)
- Гормональні та антигормональні засоби (фосфестрол, флутамід)
- Ферментні засоби (L-аспарагіназа)